# Listă de orașe din statul New York
Această pagină este o listă de orașe din statul New York.

## A
- Albany (capitala)
- Amsterdam
- Auburn

## B
- Batavia
- Beacon, Dutchess County
- Binghamton,
- Buffalo

## C
- Canandaigua
- Cohoes
- Corning
- Cortland

## D
- Dunkirk

## E
- Elmira

## F
- Fulton

## G
- Geneva
- Glen Cove
- Glens Falls
- Gloversville

## H
- Hornell
- Hudson

## I
- Ithaca

## J
- Jamestown
- Johnstown

## K
- Kingston

## L
- Lackawanna
- Little Falls
- Lockport
- Long Beach

## M
- Mamaroneck
- Mechanicville
- Middletown
- Mount Vernon

## N
- New Rochelle
- New York City (cel mai mare)
- Newburgh
- Niagara Falls
- North Tonawanda
- Norwich

## O
- Ogdensburg
- Olean
- Oneida
- Oneonta
- Oswego

## P
- Peekskill
- Plattsburgh
- Port Jervis
- Poughkeepsie

## R
- Rensselaer
- Rochester
- Rome
- Rye

## S
- Salamanca
- Saratoga Springs
- Schenectady
- Sherrill (cel mai mic)
- Syracuse

## T
- Tonawanda
- Troy

## U
- Utica

## W
- Watertown
- Watervliet
- White Plains

## Y
- Yonkers